# 人民剧场 (福鼎)
福鼎人民剧场是位于中华人民共和国福建省宁德市福鼎市的一个剧场，於1959年建成。该剧场在文革時用於批鬥，現一般用于福鼎市政协人大的召开，以及各类演出、晚会、竞赛等。